# 奥尔洪区
奥尔洪区（俄语：Ольхонский район）是俄罗斯联邦伊尔库茨克州下辖的一个区，其行政中心为叶兰齐。据2016年统计，该区的人口为9589人。